# شیشیدو تاکاایه
شیشیدو تاکاایه (به ژاپنی: 宍戸隆家 Shishido Takaie); 1518 – ۵ فوریهٔ ۱۵۹۲) رهبر خاندان شیشیدو در ولایت آکی در طی دوره سنگوکو بود. او با دختر موری موتوناری ازدواج کرد.